# Alcippe rufogularis
Az Alcippe rufogularis a madarak osztályának verébalakúak (Passeriformes) rendjébe és a Pellorneidae családjába tartozó faj.

## Rendszerezése
A fajt Louis Mandelli  írta le 1873-ban, a  Minla nembe  Minla rufogularis néven. Besorolás vitatott, egyes szervezetek a Schoeniparus nembe sorolják Schoeniparus rufogularis néven.

## Alfajai
- Alcippe rufogularis collaris Walden, 1874
- Alcippe rufogularis kelleyi (Bangs & Van Tyne, 1930)
- Alcippe rufogularis khmerensis (Meyer de Schauensee, 1938)
- Alcippe rufogularis major (E. C. S. Baker, 1920)
- Alcippe rufogularis rufogularis (Mandelli, 1873)
- Alcippe rufogularis stevensi (Kinnear, 1924)[1]

## Előfordulása
Délkelet-Ázsiában, Banglades, Bhután, Kambodzsa, Kína, India, Laosz, Mianmar, Thaiföld és Vietnám területén honos. A természetes élőhelye a szubtrópusi vagy trópusi síkvidéki esőerdők és bokrosok. Állandó, nem vonuló faj.

## Megjelenése
Testhossza 12-13 centiméter.

## Életmódja
Gerinctelenekkel táplálkozik.